# Lasko Andonovski
Lasko Andonovski (15. lipnja 1991.), makedonski rukjometaš. Nastupa za klub RK Tineks Prolet i sjevernomakedonsku reprezentaciju. Bio u užem krugu za sudjelovati na svjetskom prvenstvu 2019. godine.